# هواشتات ان در آیش
شهر هواشتات ان در آیشدر ایالت بایرن در کشور آلمان واقع شده‌است.